# Kersten McCall
Kersten McCall (Freiburg im Breisgau, 1973) is een Duits fluitist, werkzaam in Nederland als eerste fluitist van het Koninklijk Concertgebouw Orkest sinds eind 2005. 

## Opleiding
Hij speelt fluit sinds hij negen jaar oud is en studeerde bij Felix Renggli aan het Schaffhausen Conservatorium in Bazel en bij Renate Greiss en Aurèle Nicolet aan de Karlsruhe Hochschule für Musik. 

## Activiteiten
Hij was eerste fluitist van het Saarbrücken Radio Symphonie Orchester van 1997 tot 2006. McCall speelde daarnaast ook in de Berliner Philharmoniker en het Symphonieorchester des Bayerischen Rundfunks. Hij was ook verschillende malen gast-eerste fluitist bij de New York Philharmonic en het Chicago Symphony Orchestra. 
In 1995 was hij mede-oprichter van het nieuwe muziek-ensemble est!est!!est!!! en sinds 2000 is hij tevens lid van het Linos Ensemble. Hij geeft les aan het Conservatorium van Amsterdam.

## Prijzen en onderscheidingen
McCall won meerdere prijzen in het concours voor jonge Duitse musici Jugend musiziert. McCall won de eerste prijs op het internationale fluitconcours van Kobe, Japan in 1997 en de derde prijs tijdens het internationale muziekconcours van de ARD in München. 

## Discografie
- B.ACH (TRPTK, 2022)